# Faro del Monte del Faro
El faro del Monte del Faro (o faro de las islas Cies) es un faro situado en las islas Cies, en la desembocadura de las Rías Bajas, en Vigo, provincia de Pontevedra, Galicia, España. Está gestionado por la autoridad portuaria de Vigo.

## Historia
Se decidió la construcción de un faro en las islas Cies en 1851, pero entró en funcionamiento en 1853. Inicialmente poseía una lámpara de aceite, y años más tarde de petróleo, hasta que en 1939 entra en servicio un destellador de acetileno.